# Розчарування статтю
Розчарування статтю (англ. Gender disappointment) – це почуття смутку, коли народжується дитина небажаної статі (зазвичай дівчинка). Феномен пов'язаний із поширеністю сексистських і гендерних есенціалістських стереотипних переконань.

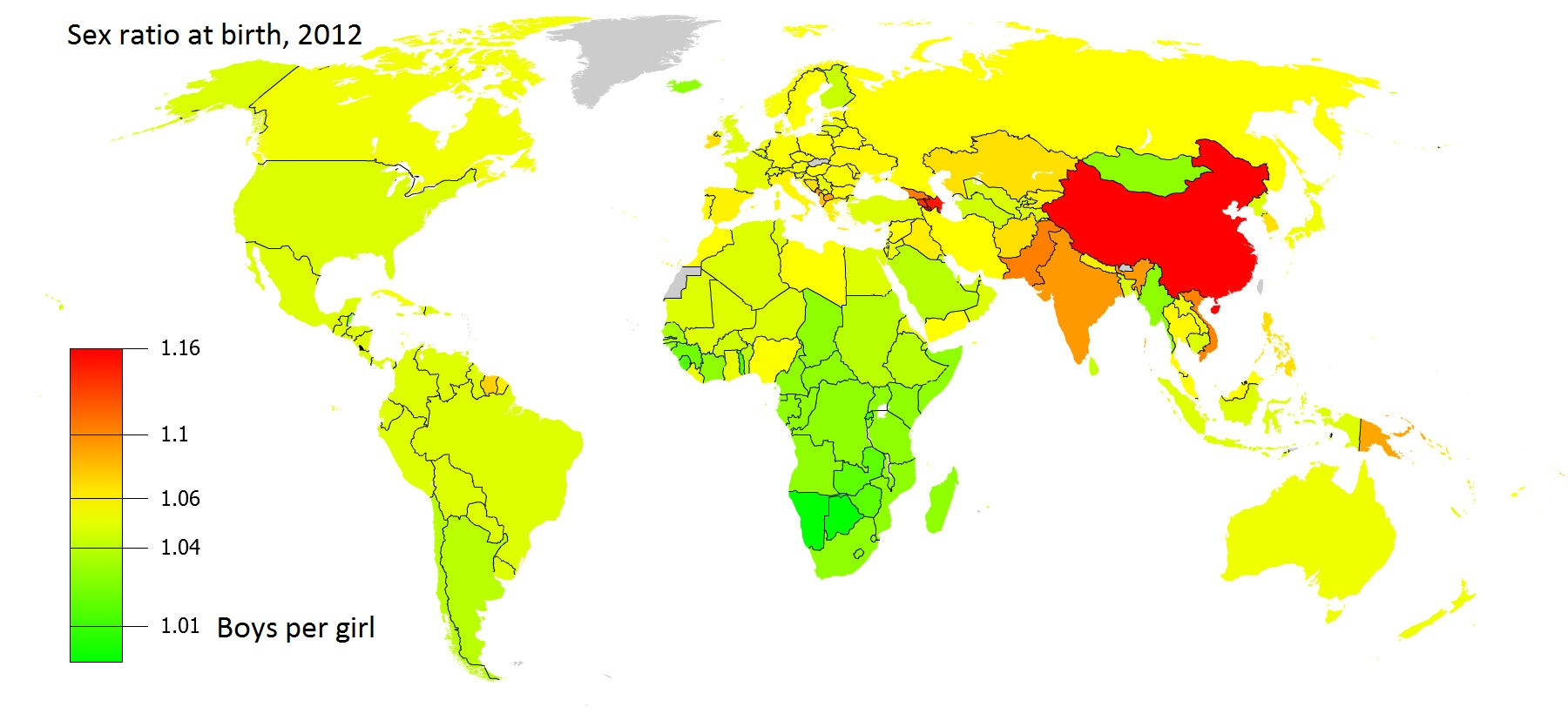
Число хлопчиків на 1 дівчинку при народженні (Світовий банк, 2012)

В екстремальних випадках розчарування статтю може призвести до дітовбивства, зокрема, дітовбивства жінок, неонатициду. У частині світу селективні аборти плодів жіночої статі поширені настільки, що це змінило демографічний баланс, спричинивши нестачу жінок (Китай, Індія, Пакистан, Південна Корея).

## Фактори, що сприяють гендерному розчаруванню
Через набір очікувань, які батьки покладають на своїх дітей, деякі культури більш схильні до розчарування статтю, ніж інші. В азійських країнах наступні фактори можуть сприяти розчаруванню після народження дівчинки:
- Економічні очікування: особливе очікування від синів полягає у фінансовій турботі про літніх батьків, та / або очікується виплата посагу нареченим за наречену її сім'ї (див. Смерть за посаг);
- Соціальний та / або сімейний тиск;
- Безпека потомства, частково пов'язана з рівнем насильством проти дівчат у багатьох країнах;
- Культурні очікування, наприклад в Індії саме сини повинні подбати про похорон батьків.